# الجنس قبل الزواج

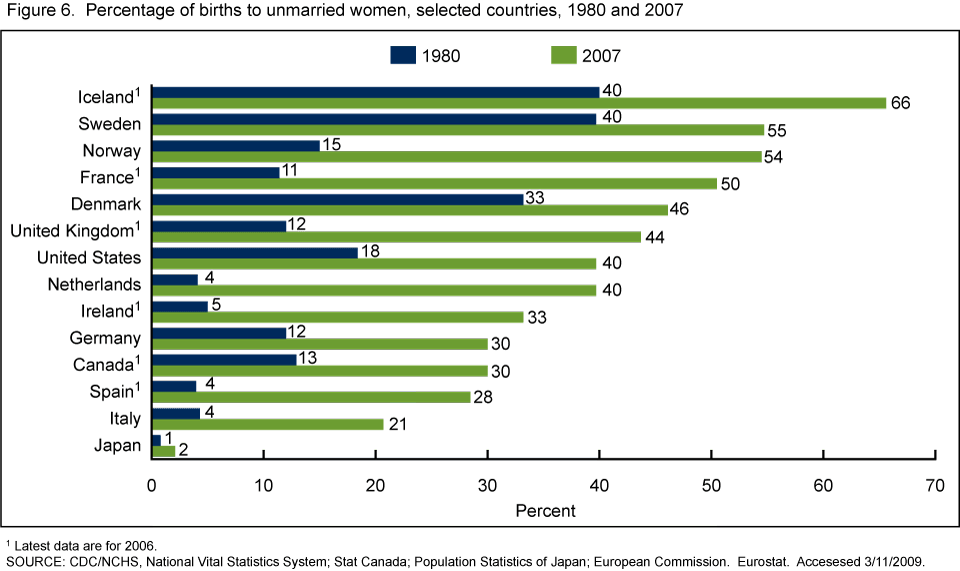
النسبة المؤية للولادة للنساء غير المتزوجة في البلاد الموضحة في الصورة بين عام 1980 و 2007 م.

الجنس قبل الزواج هو نشاط جنسي يمارسه الأشخاص قبل الزواج. يعتبر الجنس قبل الزواج خطيئة في عدد من الأديان ويعتبر قضية أخلاقية وتابو في عدد من الثقافات. منذ بداية الثورة الجنسية في الستينيات، أصبح الجنس قبل الزواج أمر مقبول من قبل بعض الحركات الليبرالية، خاصة في الدول الغربية. وجدت دراسة أجرتها مركز بيو للأبحاث في عام 2014 حول الأخلاق العالمية أن ممارسة الجنس قبل الزواج كانت تعتبر غير مقبولة بشكل خاص في "البلدان ذات الأغلبية المسلمة"، مثل ماليزيا، الأردن، باكستان ومصر ، حيث كان لكل منها أكثر من 90٪ من الرفض، بينما كان الناس في دول أوروبا الغربية هم الأكثر قبولًا. حيث كانت نسبة الرفض من قبل مواطني إسبانيا وألمانيا وفرنسا أقل من 10%.